# میمون سنجابی آمریکای مرکزی تاج‌سیاه
میمون سنجابی آمریکای مرکزی تاج‌سیاه (نام علمی: Saimiri oerstedii oerstedii) زیرگونه‌ای از میمون سنجابی آمریکای مرکزی است. پراکنش آن محدود به سواحل اقیانوس آرام غرب پاناما تا بخش غربی استان چیریکی و جنوب کاستاریکا، جنوب ریو گراند د ترابا، از جمله شبه‌جزیره اوسا است. این زیرگونه از میمون سنجابی آمریکای مرکزی است که در پارک ملی کورکووادو در کاستاریکا دیده می‌شود. جای‌نماد (type locality) آن دیوید، پاناما است، اما گویا دامنه آن دیگر آنقدر خاور دور نیست.